# Provincie León
Provincie León je jednou z provincií Španělska a co do rozlohy největší provincií autonomního společenství Kastilie a León. Leží na severozápadě země na hranicích s Galicií, Asturií a Kantábrií. Provincie byla utvořena roku 1833 na části území někdejšího regionu León, resp. království León.
Hlavním městem je León (135 000 obyvatel). Dalším důležitým městem je Ponferrada, středisko území zvaného El Bierzo, kde se vedle španělštiny mluví také galicijsky.

## Znak a vlajka provincie
En campo de plata, un león rampante de púrpura, linguado de gules y coronado de oro. 
Timbre: Corona real abierta.
Překlad: Ve stříbře purpurový (!) lev s červeným jazykem a zlatou korunou. Klenot – otevřená královská koruna. Provincie přirozeně převzala znak někdejšího království León. Město León má stejný znak, ale se zlatou kartuší kolem štítu a s nekorunovaným lvem.
Vlajka je karmínově červená s úplným znakem ve středu. Není známo, jakým aktem byla zavedena, je však fakticky užívána provinční deputací.